# Struma ovarii
Lo struma ovarii (o struma o gozzo ovarico) è un teratoma monodermico composto quasi esclusivamente da tessuto tiroideo maturo, che può determinare, in alcuni casi, ipertiroidismo.
Lo struma ovarii è un tumore raro nella patologia ovarica, e condivide con il carcinoide primario dell'ovaio (che deriva probabilmente dall'epitelio intestinale di un teratoma) la peculiarità di essere un tumore specializzato (composto quasi o del tutto da tessuto maturo anche funzionante). Lo struma ovarii è sempre unilaterale, ma è possibile a volte constatare la presenza di un teratoma controlaterale.